# Grønnegade (Ribe)
 For alternative betydninger, se Grønnegade. (Se også artikler, som begynder med Grønnegade)
Grønnegade i Ribe, er en gade der løber fra Torvet og til Korsbrødregade. Byens beskrives som en tidligere tiders vigtig handelsgade, mellem Riberhus Slot og Torvet ved Ribe Domkirke.
Herefter har gaden også sit navn. Det var købmand fra hollandske Groningen, der havde deres vigtige handel her.
Mange af byens slipper starter her og har et let fald ned mod Skibbroen.

## Et 3 etagers rådhus
På adressen Grønnegade 4-6, havde hollænderne et stort lagerhus, som de kaldte Grønningegaarden
Gården var ejet af Anders Henriksen og han solgte den til byen i 1394, hvorefter den blev taget i brug som rådhus.
Niels Terpager beskriver det daværende rådhus som et prægtigt 3 etagers stenhus. Grundet misvedligeholdelse, flyttede man omkring 1700 rådhuset over i en bygning på modsatte side.
Men kun kortvarigt, da man købte huset beliggende på hjørnet af Stenbogade og Sønderportsgade, hvor det stadigvæk ses og er kendt som Det Gamle Rådhus i Ribe.
I dag ses en marmorplade på Grønnegade 4, der beretter om datidens rådhus. På pladen står: Her og på nabogrunden mod nord lå Ribe Rådhus i c. 300 år indtil 1709. 2den marts 1460 blev Kong Christian I herfra udråbt som landsherre i Slesvig og Holsten.